# Gustaf Lindvall
Gustaf Lindvall, född 8 januari 1991 i Skellefteå, är en svensk professionell ishockeymålvakt. 
Gustaf Lindvall startade sin ishockeykarriär Skellefteå AIK. Under säsongerna 2010/2011 till 2011/2012 tillhörde han IF Sundsvall Hockey. Under denna period blev han utlånad till Timrå IK. Han har därefter spelat för VIK Västerås HK, Tingsryds AIF och Wings HC Arlanda. Säsongen 2015/2016 spelade Gustaf Lindvall i AIK och till säsongen 2016/2017 återvänder han till moderklubben Skellefteå AIK.

## Klubbar
- Skellefteå AIK SEL (2009/2010)
- IF Sundsvall Hockey Hockeyallsvenskan (2010/2011 - 2011/2012)
- Timrå IK SEL (2010/2011 - 2011/2012)
- VIK Västerås HK Hockeyallsvenskan (2012/2013)
- Tingsryds AIF Division 1 (2013/2014)
- Wings HC Arlanda Division 1 (2014/2015)
- AIK Allsvenskan (2015/2016)
- Skellefteå AIK SHL (2016/2017 - )